# Тоска (фильм, 1990)
Тоска (арм. Կարոտ) — советский художественный фильм 1990 года, снятый режиссёром Фрунзе Довлатяном, по мотивам одноимённой повести писателя Рачии Кочара. Премьера фильма состоялась 1 октября 1990 в Ереване, а в сентябре 1991 года — в Москве.

## История
Фильм «Тоска», производства киностудии «Арменфильм» был снят Фрунзе Довлатяном, которому на тот момент было 65 лет. Картина поднимает проблему границы и расколотой, в результате исторических событий, на две части Армении. Сценаристами картины выступили Генрих Малян и Рубен Овсепян. Автором музыкального сопровождения ленты стал композитор Мартын Вартазарян. Фильм был снят по одноимённой повести Рачии Кочара «Тоска», из его сборника «Белая книга» (1965). Писатель написал своё произведение основываясь на своём опыте и рассказах своих родных и друзей. Семья Рачии Кочара, спасаясь от резни турок, покинула Западную Армению и бежала в Восточную Армению.

## Сюжет
Был 1937 год. Герой фильма, старец Аракел, в результате геноцида армян оказался вдалеке от своего родового села. Мучившая героя тоска и воспоминания по родному дому привела его по ту сторону государственной границы — в Турцию… Возвращение завершилось трагической гибелью.

## Актёрский состав
- Рафаэль Атоян — Аракел
- Галя Новенц — Санам
- Меликджанян, Ашот — Арам
- Асмик Карташян — Асмик
- Сос Петросян — Тигран
- Микаел Азарян — Андраник
- Нерсес Оганесян — Енок
- Александр Оганесян — Мушег
- Левон Шарафян — Шаваршян
- Азат Гаспарян — Саркисов
- Артур Шахвердян — Мельников
- Армен Сантросян — следователь
- Рафаэль Хостикян — следователь
- Аревшат Унанян — следователь
- Наира Мноян — немая
- Р. Гаспарян — шейх
- Грайр (Георгий) Карапетян — Мариф